# Darkness depresivo
El darkness depresivo es un subgénero del rap, elemento principal de la cultura hip hop.
Sus letras y bases son relatos de temas satánicos, brujería, magia, espiritismo y ocultismo, entre otros; también refleja justificación de la existencia de Dios, y argumentación en su contra. Su origen se sitúa a finales de los años 90.
En Latinoamérica, especialmente Colombia, podemos ver a El judío y El Samurai exponentes principales de este subgénero. Psych Ward también mantiene una lírica de este tema, al igual que Porta en sus temas "Confesiones", "Decide rápido o muere despacio" y "El jugador también forma parte del juego".
- Datos: Q5799402